# Zone Bit Recording

Acomodo físico de sectores en un disco con estructura ZBR: conforme aumenta la distancia del centro, aumenta el número de sectores en cada ángulo determinado. En la figura, crece de uno (zona roja), a dos (verde) y a cuatro (gris)

Comparación de distintos medios de almacenamiento, detallando cuáles emplean: velocidad lineal constante (CLV), velocidad angular constante (CAV) o aceleración angular constante (CAA)

Zone Bit Recording, conocido por las sigla ZBR, un método de formatear las pistas de un disco compacto, de tal manera que las pistas exteriores puedan contener más sectores que las interiores. Este método es también conocido como sectores variables por pista (o por cilindro) o Velocidad Constante Angular por Zona.

## Historia
Antiguamente, las pistas se dividían en un número igual de sectores, pero considerando que las pistas de un disco son circunferencias concéntricas que tienen mayor longitud entre más lejanas sean del centro. Esto lleva a que, a igual calidad del medio, se desaproveche el espacio en las pistas más exteriores del plato.
Así, esta tecnología agrupa las pistas en "zonas" según su distancia desde el centro del disco, dividiendo a cada zona en un número diferente de sectores por pista. Al avanzar desde el centro hacia fuera, cada zona tendrá más sectores por pista que la anterior.
Esto tiene como resultado un uso más eficiente de la superficie del disco, a cambio de una mayor complejidad en el controlador.
Las primeras unidades de disco en el mercado de las computadoras personales que implementaban esta estrategia (la familia Commodore 1541 y las primeras Apple SuperDrive) resultaron demasiado caras y complejas al sistema operativo, porque ZBR se abandonó por muchos años; hasta mediados de los años 1990 que, con la abstracción presentada por el direccionamiento LBA (Logical Block Addressing), volvieron a aparecer en los discos duros.
En los discos flexibles o disquetes, el empleo de ZBR requería que el motor girara a distinta velocidad para cada una de las "zonas", dado que la cabeza lectora tenía que operar a una velocidad de transferencia constante; en los discos duros modernos, la cabeza es capaz de ajustar su velocidad de lectura/escritura dependiendo de la zona en la cual se encuentre, porque la velocidad de rotación puede mantenerse constante.
Pocos medios de almacenamiento óptico, por las características de su mecanismo de lectura/escritura, emplean una técnica similar pero más "exacta", la velocidad lineal constante (Constant Linear Velocity, CLV), que requiere un ajuste fino de la velocidad de giro del medio, pista por pista.